# Bidessus omercooperae
Bidessus omercooperae är en skalbaggsart som beskrevs av Olof Biström 1985. Bidessus omercooperae ingår i släktet Bidessus och familjen dykare. Inga underarter finns listade i Catalogue of Life.